# ليونيداس بيرغوس
ليونيداس بيرغوس (باليونانية: Λεωνίδας Πύργος)‏ ولد في عام 1871 في مانتينيا، أركاديا وكان مبارز يوناني وقد شارك في الألعاب الأولمبية الصيفية 1896 وحصل على الميدالية الذهبية في رياضة المبارزة.

## روابط خارجية
- ليونيداس بيرغوس على موقع اللجنة الأولمبية الدولية (الإنجليزية)
- ليونيداس بيرغوس على موقع أوليمبيديا (الإنجليزية)